# Кастелнуово ди Фарфа
Кастелнуо̀во ди Фа̀рфа (на италиански: Castelnuovo di Farfa) е село и община в Централна Италия, провинция Риети, регион Лацио. Разположено е на 358 m надморска височина. Населението на общината е 1072 души (към 2010 г.).